# Kerkhofbaan
Een kerkhofbaan is een baan, om de Aarde, waar ruimtevaartuigen aan het eind van hun operationele leven naartoe worden gestuurd. Dit wordt gedaan om de kans op een botsing met operationele ruimtevaartuigen te verkleinen en zo de toename van ruimtepuin te beperken.
Het heeft de voorkeur om ruimtevaartuigen uit hun baan te halen zodat ze in de atmosfeer verbranden, maar dit vereist - conform de raketvergelijking van Tsiolkovski - vaak een grote Δv (snelheidsverschil). Een geostationaire satelliet heeft bijvoorbeeld een Δv van 1.500 m/s nodig om de satelliet naar een zo'n lage baan te verplaatsen dat het in de atmosfeer kan verbranden, terwijl er maar 11 m/s nodig is om de satelliet naar een kerkhofbaan te verplaatsen. Een grotere Δv vereist een grotere hoeveelheid brandstof en dus een groter gewicht bij de lancering.